# Franz Matzner
Franz Matzner (* 21. Mai 1869 in Friedersdorf, Österreich-Ungarn; † 11. Februar 1943 in Freudenthal, Reichsgau Sudetenland) war ein tschechoslowakischer Politiker (Sudetendeutsche Partei) deutscher Nationalität. Er war von 1935 bis 1938 Abgeordneter des Tschechoslowakischen Abgeordnetenhauses.

## Leben und Werk
Matzner, Sohn eines Bauern, übernahm nach dem achtklassigen Schulbesuch die landwirtschaftlichen Güter seines Vaters im Umfang von 61 Hektar und wurde Landwirt. Er nahm am ersten regionalen Bauernkongress der Kaiserlichen Wohlfahrtsanstalt in Freudenthal teil und wurde in den Bauernrat der Provinz berufen.
Bei den Parlamentswahlen 1920 errang er für die Deutschnationale Partei einen Abgeordnetensitz in der Nationalversammlung der Tschechoslowakei. Er verteidigte das Mandat bei den Wahlen 1925 und 1929. Nach der Auflösung der Deutschnationalen Partei trat er Ende 1933 dem neu gegründeten Klub deutsch-völkischer Abgeordneter bei und wurde ein führender Parteifunktionär in Mähren und Schlesien.
1933 trat er der Sudetendeutschen Heimatfront bei und wurde 1935 als Mitglied der Sudetendeutschen Partei in das Abgeordnetenhaus der Tschechoslowakei gewählt. 1938 wurde er stellvertretender Vorsitzender des Aufsichtsrats der Sparkasse in Troppau. Nach der deutschen Besetzung des Sudetenlandes infolge des Münchner Abkommens erlosch sein Mandat am 30. Oktober 1938. 